# Christopher Nigel Page
Christopher Nigel Page est un botaniste écossais né en 1942 et mort le 9 décembre 2022. Il est notamment spécialisé dans l'étude des fougères et des spermatophytes. Dans le cadre de travaux qu'il mène par ailleurs sur les conifères, il nomme des espèces appartenant au genre Afrocarpus, de la famille des Podocarpacées.
Christopher Page est l'auteur d'un ouvrage intitulé Ferns, consacré aux fougères, publié dans la collection New Naturalist chez Collins en 1988.